# Мішуренко Олександр Герасимович
Олександр Герасимович Мішуре́нко (нар. 16 червня 1908, Єрмаківка — пом. 10 грудня 1986, Ташкент) — радянський вчений в галузі виноградарства, доктор сільськогосподарських наук з 1962 року, професор з 1965 року.

## Біографія
Народився 3 (16) червня 1908 року в селі Єфремівці (тепер Новоселівка Любашівського району Одеської області, Україна). У 1922 році закінчив 3-класну сільську школу, потім Ананьївський профтехшколу. Працював робітником-мастильником на млині.
У 1926 році переїхав до Одеси, працював робітником на полях зрошення і одночасно готувався до вступу в інститут. 1930 року закінчив Одеський сільськогосподарський інститут, отримавши спеціальність агронома-організатора. Відтоді працював в Українському науково-дослідному інституті виноградарства і виноробства:
- у 1936—1954 роках — завідувач відділу фізіології;
- у 1944—1951, 1955—1972 роках — заступник директора з наукової роботи;
- у 1954—1955 роках — завідувач відділу виноградарства;
- у 1966—1972 — завідувач відділу розсадництва[2].

Від 1972 року — професор кафедри винградарства Одеської філії інституту підвищення кваліфікації керівних працівників і спеціалістів Міністерства харчової промисловості УРСР.
Помер у Ташкенті 10 грудня 1986 року. Похований в Одесі.

## Наукова діяльність
Вченим розроблена система організації та агротехнічних заходів по вирощуванню виноградного посадкового матеріалу, прийнята для широкого впровадження у виробництво. Основні наукові дослідження пов'язані з питаннями щеплення лози, культури маточників підщепних лоз, поведінки підщепних лоз, їх адаптації та афінітету з різними сортами щеп, стратифікації і загартування виноградних щеплень, відбору живців прищепи та підщепи, посадки і догляду за щепленнями в шкілки. Автор понад 130 наукових робіт. Серед праць:
- Новый температурный режим стратификации прививок. — Виноделие и виноградарство СССР, 1952, № 2;
- Предпрививочная стратификация черенков подвоя. — Виноделие и виноградарство СССР, 1953, № 3;
- Выращивание привитых саженцев винограда в Украинской ССР. — Киев, 1962;
- Клоновая селекция и выращивание элитного посадочного материала. — Виноделие и виноградарство СССР, 1971, № 3 (у співавторстві);
- Виноградный питомник. — 3-е изд. — Москва, 1977.